# Parafia Matki Boskiej Różańcowej w Rzeczycach
Parafia Matki Boskiej Różańcowej w Rzeczycach – parafia rzymskokatolicka należąca do dekanatu Pławniowice.

## Historia powstania kościoła i parafii
W latach 1980–1981 w Rzeczycach na miejscu dawnej kapliczki wybudowano kościół,  który został  poświęcony przez bp Antoniego Adamiuka.
Budowniczym został wikary parafii Wniebowzięcia NMP w Gliwicach, ks. Piotr Kansy. Parafia została powołana 6 września 1998 roku.
Proboszczem od 1 września 2021 jest ks. Rafal Fiet.